# Pelita Air
Pelita Air (Pelita Air Service) — индонезийская авиакомпания, основана в 1963 году как дочернее предприятие национальной нефтяной компании Pertamina. Базовый аэропорт — Сукарно-Хатта.

## Направлении
- Баликпапан
- Бонтанг
- Денпасар
- Джакарта

## Флот
- ATR 42-500
- ATR-72-500
- Bell 412
- Bell 430
- Avro RJ-85
- CASA C-212 AVIOCAR
- de Havilland Canada Dash 7
- Fokker 100
- Fokker F28-1000 Fellowship
- Fokker F28-4000 Fellowship
- MBB Bo 105
- Sikorsky S-76 A
- Sikorsky S-76 C++
- Transall C-160NG